# Pekao Open 2001
Il Pekao Open 2001 è stato un torneo di tennis facente parte della categoria ATP Challenger Series nell'ambito dell'ATP Challenger Series 2001. È stata la 9ª edizione del torneo e si è giocato a Stettino in Polonia dal 17 al 23 settembre 2001 su campi in terra rossa.

## Vincitori

### Singolare
Juan Ignacio Chela ha battuto in finale  Nicolas Coutelot con il punteggio di 6–1, 6–3.

### Doppio
Mariusz Fyrstenberg /  Marcin Matkowski hanno battuto in finale  Juan Ignacio Carrasco /  Álex López Morón con il punteggio di 6–4, 7–6(2).